# 살아있는 자의 마음 속에 있는 죽음의 물리적 불가능성
살아있는 자의 마음 속에 있는 죽음의 물리적 불가능성 (The Physical Impossibility of Death in the Mind of Someone Living)은 영국의 예술가이자 영 브리티시 아티스트 (YBA)의 주요 멤버인 데미안 허스트의 1991년 작품이다. 유리판을 씌운 철골조에 포름알데히드를 채우고 뱀상어 한 마리를 그 안에 박제해 둔 구성을 취하고 있다.
1991년 찰스 사치가 의뢰하여 제작된 작품으로, 2004년 사업가 스티븐 A. 코헨에게 판매되었다. 낙찰가는 공개되지 않았으나 최소 800만 달러에 달한 것으로 알려졌다.
원본에 사용됐던 4.3m 크기의 뱀상어는 처음 제작될 당시 완벽하게 보존처리되지 못하여 부식되는 모습을 보였고 2006년 새 표본으로 교체되었다. 2007년~2010년에는 뉴욕 메트로폴리탄 미술관에 대여 전시되었다.
1990년대 영국 미술의 아이콘으로 여겨지며, 전세계적으로도 영국 현대미술의 상징으로 인식되는 작품 중 하나이다.

## 역사

### 제작과 전시
1991년 영국 사업가 찰스 사치가 작가 데미안 허스트에게 작품 예산 지원을 제안하면서 그 후원금으로 제작된 작품이다. 상어는 오스트레일리아 퀸즐랜드주의 하비만에서 어부를 고용해 직접 포획하여 공수해 온 것으로, "당신을 잡아먹을 정도로 큼직해야 한다"는 허스트의 주문이 있었다고 한다. 상어 가격은 6,000파운드, 전체 제작비용은 50,000파운드에 달했다.
데미안 허스트의 인터뷰에 따르면, 상어를 영국으로 운반하기까지의 비용이 만만치 않아 사치의 부인이었던 도리스 로카트 (Doris Lockhart)에게 대출을 받으려 하였는데, 도리스가 이를 거절하고 그냥 비용을 부담해 주었다는 후문이다. 그 대가로 허스트는 자신의 스튜디오로 로카트를 초대하여 마음에 드는 작품 하나를 가져가라고 하였고, 로카트는 《남은 길은 위에 있다》 (The Only Way is Up)는 제목의 작품을 선택했다고 한다.
1992년 사치 갤러리에서 열린 첫번째 '젊은 영국 예술가전' (Young British Artists)에서 허스트의 또다른 작품인 《천 년》 (A Thousand Years)와 함께 처음 공개되었다. 이후 런던 북부의 세인트존스우드에 있는 갤러리에서 전시를 이어갔다. 당시 영국의 타블로이드지 《더 선》은 "감튀 빠진 생선에 5만 파운드" (£50,000 for fish without chips)라는 제목으로 전시회 소식을 전했다. 이 작품으로 허스트는 터너상 후보로 지명되었으나 그해 수상은 그렌빌 데이비에게 돌아갔다. 2004년 사치 재단 측은 이 작품을 미국 사업가 스티븐 A. 코헨에 800만 달러에 매각했다.
2007년 뉴욕 타임스는 본 작품에 대해 다음과 같은 해설을 남겼다.
허스트 씨는 마음을 뒤흔드는 것을 노린 경우가 많고 (잡을 때보다 놓칠 때가 더 많지만), 그것의 실현을 위해 직관적이면서도 본능적인 체험을 설정하는데, 그 가운데서도 상어 작품은 가장 뛰어난 것으로 남아 있다.

작품 제목에 걸맞게 상어는 삶과 죽음을 구체화하고 있다. 그것은 당신이 수조에 매달려 침묵해 있는 것을 보기 전까지는 알 도리가 없다. 악마 같으면서도 죽어 있는 모습으로 남고자 하는 악마적 본능을 전달한다.

### 상어 교체
작품을 처음 제작할 당시 상어의 보존처리가 제대로 이뤄지지 않아 시간이 갈수록 부식되고 포름알데히드 용액도 탁해지는 모습을 보였다. 작가 데미안 허스트는 사치 갤러리 측에서 포름알데히드 용액에 표백제를 첨가한 것이 원인 중 하나라고 보았다. 결국 1993년 사치 갤러리는 상어시체의 껍데기를 벗긴 뒤 유리섬유로 제작된 틀에 덮어씌우는 조치를 취했다. 그 결과 화학용액 속의 상어는 원본 그대로의 시체에서 하나의 박제품으로 바뀌어 버렸다. 허스트도 "무서워 보이지가 않았다. 진짜가 아니라고 할 수 있다. 무게감도 없었다"고 비판했다.
이후 재단 측이 코헨에게 작품을 매각할 것이라는 사실을 알게 된 허스트는 수조 속의 상어를 교체하겠다고 제안했다. 교체 작업에 들어가는 비용은 코헨 측이 부담하였는데, 허스트 본인은 그 금액이 "별 거 아니다" (inconsequential)라는 반응을 보였으나, 포름알데히드 공정에만 10만 달러가 들어간 것으로 전해졌다. 새롭게 수조에 들어가게 된 상어는 원본과 똑같이 오스트레일리아 퀸즐랜드의 해안가에서 포획되었는데, 약 25세~30세의 중년 나이대에 해당되는 암컷으로, 두 달간의 여정 끝에 허스트에게 운송될 수 있었다.
2006년 런던 자연사 박물관의 과학자이자 어류 큐레이터로 활동중인 올리버 크리먼(Oliver Crimmen)이 새 표본의 보존작업을 도왔다. 이번에는 상어의 육체 속에 포름알데히드 용액을 주입하고, 7% 비율의 포름알데히드 용액에 집어넣어 2주간 안정기를 거치는 작업이 이루어졌다. 유리수조는 1991년 원작에 사용된 것을 재활용하였다.

데미안 허스트는 이렇게 상어를 교체함으로서 완성된 결과물을 여전히 똑같은 예술작품으로 인정할 수 있는가에 관한 철학적 질문이 남겨진다는 사실을 인터뷰를 통해 인정하였다.
엄청난 딜레마다. 원본의 예술품이냐, 원래의 의도냐를 놓고 무엇이 중요한지에 관해서는 예술가와 보존전문가 사이에서도 의견이 엇갈린다. 나는 개념 미술을 전공한 사람이기 때문에 '의도'가 정답이라고 생각한다. (그러므로) 똑같은 작품이다. 그러나 판결은 오랜 세월 동안 나오지 않으리라 본다.

## 관련 작품
허스트는 이후 유리상자에 포름알데히드 용액을 채워 상어를 보존시킨 형식의 작품들을 여러 점 제작하였다.
- 《불멸》 (The Immortal, 2005년) - 백상아리를 소재로 하였다.[9]
- 《신의 노여움》 (Wrath of God, 2005년)[10]
- 《죽음의 설명》 (Death explained, 2007년) - 반으로 갈라놓은 상어를 소재로 삼았다.[11]
- 《죽음의 부정》 (Death Denied, 2008년)[12]
- 《왕국》 (The Kingdom, 2008년)[13]
- 《레비아탄》 (Leviathan, 2010년) - 돌묵상어를 소재로 삼았다.[13]

2008년 9월 뱀상어를 소재로 한 《왕국》이 소더비의 데미안 허스트 특집 경매인 〈내 머릿속의 아름다움은 영원히〉 (Beautiful Inside My Head Forever)에서 감정가로부터 300만 파운드를 상회하는 960만 파운드에 판매되어 화제가 되었다.
네덜란드 헤이그의 미니어처 박물관 전시를 위해 제작된 미니어처 버전도 존재한다. 10 × 3.5 × 5cm 크기의 작은 유리상자에 포름알데히드를 채우고 구피 한 마리를 넣었다.
상어 뿐만 아니라 다른 동물들도 포름알데히드 용액에 집어넣는 작품을 선보였는데, 소와 송아지를 소재로 한 《(갈라선) 엄마와 아이》 (Mother and Child (Divided)), 양을 소재로 한 《무리에서 벗어나다》 (Away from the Flock), 소 머리에 18캐럿짜리 금 원반을 부착해 이집트 여신 하토르의 모습을 띄도록 한 《황금 송아지》 (The Golden Calf), 날아다니는 비둘기를 소재로 한 《불완전한 진실》 (The Incomplete Truth) 등이 있다.

## 반응

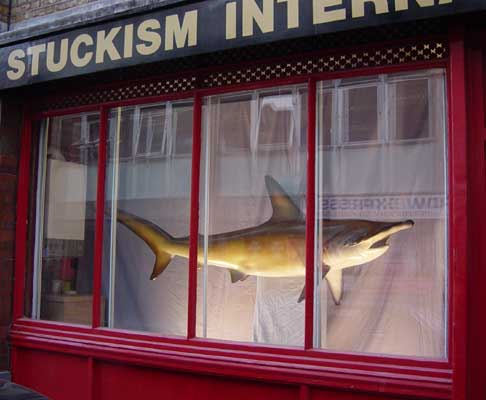
〈죽은 상어는 예술이 아니다〉 (2003년), 스터키즘 인터내셔널 갤러리

2003년 스터키즘 인터내셔널 갤러리는 런던 쇼어디치의 전자제품 가게에 걸려 있던 상어 박제품에 〈죽은 상어는 예술이 아니다〉 (A Dead Shark Is n't Art)라는 제목을 붙여 전시에 나섰다. 스터키즘 작가들은 이 상어가 1989년 에디 손더스 (Eddie Saunders)가 플로리다에서 직접 잡아 가게에 내걸은 것이라면서, 허스트의 상어보다 2년 더 빨리 전시되었음에도 어째서 이 상어는 주목받지 못했느냐, 허스트는 손더스의 상어를 표절한 것이라고 꼬집었다.
2004년 영국 미술평론가 로버트 휴즈 (Robert Hughes)는 왕립 아카데미 연설에서 오늘의 국제 미술시장이 '문화적 외설행위' (cultural obscenity)로 전락했다고 평가하며 그 예시로 본 작품을 거론하였다. 로버트 휴즈는 작품명이나 작가 이름은 따로 밝히지 않고, 벨라스케스 그림의 레이스 칼라에 있는 붓자국이 "템스강 건너편 수조에서 어렴풋이 분해되는 상어"보다 더욱 타고나 보일지도 모른다고 평가했다.
일부 평론가들은 허스트의 작품마다 희생되는 동물들을 놓고 윤리의식에 의문을 제기하기도 했다. 허스트의 작품으로 희생된 동물의 수는 곤충을 포함해 913,450마리에 이른다는 추산도 제기되었다.
2007년 데미언 허스트는 인터뷰에서 '이런 것도 작품이라면 나도 만들겠다'는 세간의 평가를 어떻게 생각하느냐는 질문에 "그렇지만 안 만들었잖아요?" (But you didn't, did you?)라고 답했다.